# اوبورا (پلزن-شمالی)
اوبورا (به چکی: Obora) یک منطقهٔ مسکونی در جمهوری چک است که در ناحیه پلزن-شمالی واقع شده‌است. اوبورا ۱۲٫۶۸ کیلومتر مربع مساحت و ۴۷۴ نفر جمعیت دارد و ۵۰۰ متر بالاتر از سطح دریا واقع شده‌است.